# إدوارد برنشتاين
إدوارد برنشتاين (6 يناير 1850 - 18 ديسمبر 1932) (بالألمانية: Eduard Bernstein) هو ديمقراطي اجتماعي ألماني. وهو مؤسس الاشتراكية التدريجية، وهو اتجاه سياسي في الحركة العمالية، يرفض الاشتراكية الثورية. رفض برنشتاين الجدل الهيجلي، وأطلق شعار «العودة إلى كانت». ميّز برنشتاين بين الماركسية المبكرة والناضجة. عارض الماركسية المبكرة، والتي وضّحها ماركس وإنجلز عام 1848 في البيان الشيوعي، بسبب اعتباره لها أنّ ميولها البلانكية عنيفة، ومحتضنًا الماركسية الناضجة معتبرًا أن الاشتراكية يمكن تحقيقها بالوسائل السلمية من خلال الإصلاح التشريعي التدريجي في المجتمعات الديمقراطية.

## حياته
ولد برنشتاين في شونبرج (الآن جزء من برلين) لأبوين يهوديين كانا ناشطين في معبد الإصلاح في يوهانيستراس حيث كانت تُقدّم خدمات المعبد يوم الأحد. كان والده سائق قاطرة. في الفترة من عام 1866 إلى 1878، كان يعمل في البنوك كموظف مصرفي بعد مغادرته المدرسة. بدأت مسيرة برنشتاين السياسية في عام 1872، عندما انضم إلى حزب اشتراكي ذي الميول الماركسية والمعروف رسميًا باسم برنامج حزب العمّال الاشتراكي لآيزناخ (من مؤيدي آيزناخ، سمي باسم بلدة آيزناخ الألمانية، نمط من الاشتراكية الألمانية) وأصبح معروفًا مؤخرًا كناشط. خاض حزب برنشتاين انتخابين ضد حزب اشتراكي منافسٍ، وهو حزب المؤيدين للاسال (الجمعية العامة للعمّال الألمان لفرديناند لاسال)، لكن في كلا الانتخابين لم يتمكن أي حزب من الفوز بمعظم الأصوات اليسارية. ونتيجة لذلك، هيّأ برنشتاين بالعمل سويةً مع أوغست بيبل وويلهيم ليبكنخت «مجلس حزب التوحيد» للمؤيدين للاسال في غوثا عام 1875. انتقاد كارل ماركس الشهير لبرنامج غوثا بما اعتبره انتصارًا لمؤيدي لاسال على المؤيدين لآيزناخ المفضلين من قبل ماركس؛ أشار برنشتاين لاحقًا إلى أنّ ليبكنخت، والذي يعتبره الكثيرون أقوى المدافعين الماركسيين ضمن فئة المؤيدين لآيزناخ، هو الذي اقترح إدراج العديد من الأفكار التي أغضبت ماركس كليًا.
في انتخابات الرايخستاغ (أو المجلس النيابي الألماني) لعام 1877، حصل الحزب الاشتراكي الديمقراطي الألماني «اس بّي دي» على 493,000 صوتًا. ومع ذلك، أدّت محاولتي اغتيال القيصر فيلهلم الأول في العام التالي إلى تزويد المستشار أوتو فون بسمارك بحجة لإدخال قانون يحظر جميع المنظمات والجمعيات والمنشورات الاشتراكية. لم يكن هناك أي تورّط ديمقراطي اشتراكي في أي من محاولات الاغتيال ولكن حرّض رد الفعل الشعبي ضد «أعداء رايخ» في قيام المجلس المُذعن بالموافقة على قوانين بسمارك المناهضة للاشتراكية.
صدر تشريع بسمارك الصارم المناهض للاشتراكية في 12 أكتوبر 1878. لجميع الغايات العملية تقريبًا، حُرم الحزب الاشتراكي الديمقراطي في جميع أنحاء ألمانيا من الحماية القانونية وقُمع بقوة. ومع ذلك، كان من الممكن للديمقراطيين الاشتراكيين القيام بحملات كأفراد لانتخابات الرايخستاغ وفعلوا ذلك رغم الاضطهاد الشديد الذي تعرض له الحزب والذي زاد بالفعل من نجاحه الانتخابي، إذ حصل على 550,000 صوتًا في عام 1884 و763,000 في عام 1887.
جعلت معارضة برنشتاين الشديدة لحكومة بسمارك مغادرة ألمانيا أمرًا مرغوبًا بالنسبة له. قبل تفعيل القوانين المناهضة للاشتراكية، ذهب برنشتاين إلى المنفى في زيوريخ حيث قَبِل منصبًا كوزير خاص للراعي الاجتماعي الديمقراطي كارل هوشبرغ، وهو مؤيد غني للديمقراطية الاجتماعية. استبعدت مذكرة صدرت في وقت لاحقٍ لاعتقاله أي احتمال لعودته إلى ألمانيا وكان سيبقى في المنفى لأكثر من عشرين عامًا. في عام 1888، أقنع بسمارك الحكومة السويسرية بطرد عدد من الأعضاء المهمين في الديمقراطية الاجتماعية الألمانية من بلدها، وبالتالي انتقل برنشتاين إلى لندن حيث ارتبط بفريدريك إنجلز وكارل كاوتسكي. بعد وقت قصير من وصوله إلى سويسرا، بدأ يفكر في نفسه كماركسي. في عام 1880، رافق بيبل إلى لندن من أجل توضيح سوء التفاهم فيما يتعلق بتورطه في مقال نشره هوشبرغ وندد به ماركس وإنجلز باعتباره «ممتلئًا بالأفكار البرجوازية والبرجوازية الصغيرة». كانت الزيارة ناجحة وأُعجب إنجلز بشكل خاص بحماس برنشتاين وأفكاره.
بالعودة إلى زيورخ، أصبح برنشتاين ناشطًا بشكل متزايد في العمل في سبيل الديمقراطية الاشتراكية وعُيّن لاحقًا مكان جورج فون فولمار كمحرر للصحيفة، وهو المنصب الذي كان سيشغله خلال السنوات العشر القادمة. خلال هذه السنوات بين عامي 1880 و1890، أسس برنشتاين سمعته كباحث الحزب الرئيسي في مجال النظريات وماركسي للأرثوذكسية التي لا تشوبها شائبة. ساعده في هذا العلاقة الشخصية والمهنية الوثيقة التي أقامها مع إنجلز. ترجع هذه العلاقة إلى حقيقة أنّه شارك رؤية إنجلز الاستراتيجية وقَبِل معظم السياسات الخاصة والتي بحسب آراء إنجلز فهذه الأفكار ضرورية. في عام 1887، أقنعت الحكومة الألمانية السلطات السويسرية بحظر الديمقراطية الاشتراكية. انتقل برنشتاين إلى لندن حيث استأنف النشر من مقره في كنتيش تاون. سرعان ما تطورت علاقته مع إنجلز إلى صداقة. كما تواصل مع العديد من المنظمات الاشتراكية الإنجليزية ولاسيما جمعية فابيان والاتحاد الديمقراطي الاجتماعي لهنري هنمان. في السنوات اللاحقة، ادعى خصومه باستمرار أنّ «التحريفية» كانت بسبب رؤيته للعالم «عبر نظارات إنجليزية». ومع ذلك، نفى برنشتاين هذه الاتهامات. 

في عام 1895، شعر إنجلز بقلق بالغ عندما اكتشف أن برنشتاين وكاوتسكي قاما بتحرير مقدمته للطبعة الجديدة من كتاب «الصراعات الطبقية» في فرنسا والذي كتبه ماركس سابقًا في عام 1850، حُررت من قبل برنشتاين وكاوتسكي بطريقة تركت الانطباع بأنّه أصبح من دعاة الطريق السلمي إلى الاشتراكية. في 1 أبريل 1895 وقبل أربعة أشهر من وفاته، كتب إنجلز إلى كاوتسكي:
«اندهشت اليوم في فورورتس لرؤية مقتطفًا من «المقدمة» التي طبعتَها دون علمي وزُيّفت بطريقة تظهرني كمحب للسلام ومؤيد للشرعية بأي ثمن. وهذا هو السبب الذي يجعلني أرغب في إظهاره بالكامل في نووي زت من أجل محو هذا الانطباع المشين. سأترك ليبكنخت بدون أدنى شك بالنسبة لما أفكر فيه، وينطبق الشيء نفسه على أولئك الذين منحوه هذه الفرصة لتشويش آرائي بغض النظر عمّن يكونون، والأكثر من ذلك دون أن يكلموني حتى بالموضوع».
في عام 1891 كان برنشتاين أحد مؤلفي برنامج إرفورت، ومن 1896 إلى 1898 نشر سلسلة من المقالات بعنوان «مشاكل الاشتراكية» والتي أدت إلى النقاش التحريفي في الحزب الديمقراطي الاجتماعي. نشر كتابًا أيضًا في عام 1899 بعنوان «المتطلبات الأساسية للاشتراكية ومهمات الديمقراطية الاجتماعية». كان الكتاب في تناقض كبير لآراء بيبيل وكاوتسكي وليبكنخت. كانت مقالة روزا لوكسمبورغ عام 1900 بعنوان «إصلاح أو ثورة؟» نقاشًا ضد موقف بيرنشتاين. في عام 1900، نشر برنشتاين كتاب «التاريخ والنظرية الاشتراكية».
في عام 1901، عاد برنشتاين إلى ألمانيا بعد انتهاء الحظر الذي منعه من دخول البلاد. أصبح محررًا لصحيفة فورورتس في ذلك العام وعضوًا في الرايخستاغ من 1902 إلى 1918. وصوت ضد تأجيل النظر بخصوص التسلح في عام 1913 جنبًا إلى جنب مع الجناح الأيسر للحزب الديمقراطي الاجتماعي. على الرغم من تصويته لصالح ائتمانات الحرب في أغسطس 1914، ولكنّه عارض الحرب العالمية الأولى من يوليو 1915 وفي عام 1917 كان من بين مؤسسي الحزب الاجتماعي الديمقراطي المستقل في ألمانيا «يو اس بّي دي» الذي وحد الاشتراكيين المناهضين للحرب (بما في ذلك الإصلاحيون مثل برنشتاين، الوسطيون مثل كاوتسكي والاشتراكيين الثوريين مثل كارل ليبكنخت. كان عضوًا في الحزب الاجتماعي الديمقراطي المستقل حتى عام 1919 حيث انضم إلى الحزب الاشتراكي الديمقراطي. من عام 1920 إلى 1928، كان برنشتاين عضوًا في الرايخستاغ لمرة أخرى. تقاعد من الحياة السياسية في عام 1928.
توفي برنشتاين في 18 ديسمبر 1932 في برلين. وُضعت لوحة تذكارية تخليدًا لذكراه في بوزنر شتراسه 18، برلين-شونبرج، حيث عاش من عام 1918 حتى وفاته. أصبح قبره في مقبرة آيزكشتخاسه ضريح شرف (بالألمانية: Ehrengrab) لولاية برلين.

## مؤلفاته
- مشكلات الاشتراكية ومهام الديمقراطية الاجتماعية (سلسلة مقالات 1897-1898).[2]
- تاريخ ونظرية الاشتراكية (1900-1904).[9]
- فردناند لاسال (1904).[9]
- الاشتراكية والديمقراطية في الثورة الإنجليزية الكبرى (1919).[9]

## روابط خارجية
- إدوارد برنشتاين على موقع الموسوعة البريطانية (الإنجليزية)
- إدوارد برنشتاين على موقع إن إن دي بي (الإنجليزية)